# 吉野葛
『吉野葛』（よしのくず）は、谷崎潤一郎の中編小説。「その一 自天王」「その二 妹背山」「その三 初音の鼓」「その四 狐噲」「その五 国栖」「その六 入の波」の全6章から成る。後南朝を題材とする歴史小説をかねて構想していた「私」が、秋の吉野で案内役の友人から打ち明けられた母恋の身の上話に惹かれていく物語。
1931年（昭和6年）、雑誌『中央公論』1月号と2月号に連載された。初収録は、1932年（昭和7年）2月に中央公論社より刊行の『盲目物語』。その後、1937年（昭和12年）12月に「潤一郎六部集」の一冊として創元社より単行本化された。

## 作品背景
当時、阪神間岡本に住んでいた谷崎は、説経節「葛の葉」に取材し、吉野をたびたび訪れ、吉野を舞台とした作品「葛の葉」を執筆していたが、これを破棄して、改めて友人・妹尾健太郎をモデルとする「津村」の母恋いを主題とし、この『吉野葛』を構想した。谷崎は吉野山の旅館「サクラ花壇」に滞在し、自動車で奥吉野まで足をのばして調査をし、妹尾健太郎にその様子を報告しながら、『吉野葛』を書き上げた。
作品は随筆風に書かれており、曲亭馬琴の『開巻驚奇侠客伝』の、後南朝自天王の物語を書いてみたいと思っていたという書き出しから、とりとめなく筆は進み、発表当初は失敗作、あるいはただの随筆と見る意見が強かったが、水上滝太郎は高い評価を与えた。
戦後になると、谷崎の代表作の一つと見なされるようになり、「歴史小説を書こうとして書けなかった」経緯を描いたメタフィクション的な作として、1980年代から中上健次、渡部直己、平山城児、小森陽一らが高い評価を与えるようになった。既に1970年代には後藤明生が「吉野葛」へのオマージュとして『吉野大夫』を書いていた。